# Терегова
Терегова (рум. Teregova) — село у повіті Караш-Северін в Румунії. Входить до складу комуни Терегова.
Село розташоване на відстані 311 км на захід від Бухареста, 35 км на південний схід від Решиці, 106 км на південний схід від Тімішоари.

## Населення
За даними перепису населення 2002 року у селі проживали 3065 осіб.
Національний склад населення села:
| Національність | Кількість осіб | Відсоток |
| -------------- | -------------- | -------- |
| румуни         | 3020           | 98,5%    |
| цигани         | 39             | 1,3%     |

Рідною мовою назвали:
| Мова      | Кількість осіб | Відсоток |
| --------- | -------------- | -------- |
| румунська | 3025           | 98,7%    |
| циганська | 35             | 1,1%     |